# Голи пиштољ 3
Голи пиштољ 33⅓: Последња увреда (енгл. Naked Gun 33⅓: The Final Insult) или само Голи пиштољ 3, америчка је криминалистичка комедија из 1994. године и трећи наставак у филмском серијалу Голи пиштољ, који је базиран на телевизијској серији Полицијски одред!.
Број 33⅓ у наслову је референца на број обртаја у минуту грамофонске плоче. Првобитно је планирано да филм буде назван Голи пиштољ 33⅓: Само за записник, али овај је назив промењен, зато што је студио осетио да публика неће разумети шалу. Такође је најављивано да ће бити назван једноставно Голи пиштољ 3: Последња увреда, према неким видео-најавама крајем 1993. године.
Лесли Нилсен се у филму враћа као полицијски поручник Френк Дребин (лик којег је тумачио и у серији Полицијски одред!), а у споредним улогама су Присила Пресли као Џејн Спенсер, Џорџ Кенеди као капетан полиције Ед Хокен и О. Џ. Симпсон (у својој последњој филмској улози, пре његових озлоглашених убистава и накнадног суђења) као детектив Нордберг. У новим улогама се појављују Фред Ворд, Ана Никол Смит и Кетлин Фримен као банда која планира да разнесе бомбу на церемонији доделе Оскара. Реј Бирк репризира своју улогу Папшмира из првог филма.

## Радња
Поручник Френк Дребин напокон одлази у пензију након што се оженио са Џејн Спенсер. Дане проводи у мирном породичном животу, али проблеми настају када Џејн почне све више да чезне за дететом, а Френк за повратком полицијском послу. Управо тада његов бивши шеф капетан Ед Хокен и бивши партнер Нордберг долазе да га замоле за помоћ. Његов задатак је да се тајно увуче у затвор и спријатељити са опасним криминалцем Роком и тако сазна која је следећа мета његовог бомбашког напада. Дребин пристаје и одлази у акцију, а разочарана Џејн мора да одлучи хоће ли га оставити или не.

## Улоге
| Глумац             | Улога                     |
| ------------------ | ------------------------- |
| Лесли Нилсен       | Френк Дребин              |
| Присила Пресли     | Џејн Спенсер              |
| Џорџ Кенеди        | Ед Хокен                  |
| О. Џ. Симпсон      | детектив Нордберг         |
| Фред Ворд          | Роко Дилон                |
| Кетлин Фримен      | Муријел Дилон             |
| Ана Никол Смит     | Тања Питерс               |
| Елен Грин          | Луиз                      |
| Ед Вилијамс        | Тед Олсен                 |
| Реј Бирк           | Папшмир                   |
| Џон Кеподис        | господин Биг              |
| Џо Грифаси         | редитељ преноса Оскара    |
| Рендал Коб         | Велики длакави затвореник |
| Џејмс Ерл Џоунс    | самог себе                |
| Олимпија Дукакис   | саму себе                 |
| Ракел Велч         | саму себе                 |
| „Вирд Ал” Јанковик | самог себе                |